# ティマイオス (クレーター)
ティマイオス (Timaeus) は、月の表側にあるクレーターであり、月の北部に位置する。プラトンの著書『ティマイオス』にちなんで名づけられた。
ティマイオスは氷の海の北の端に位置しており、ティマイオスの北東の周壁はウィリアム・ボンドの南西の周壁と接している。ティマイオスの西にはバーミンガム、ティマイオスの北西にはエピゲネス、ティマイオスの南東にはアルキタスが位置しており、ティマイオスの南方には氷の海をはさんでアルプス山脈がそびえている。
ティマイオスの周壁は五角形に近い形状をしており、ごつごつとした岩肌をしている。ティマイオスの中心には中心丘がある。